# Communauté de communes de la Côte des Isles
La communauté de communes de la Côte des Isles est une ancienne communauté de communes française, située dans le département de Manche et la région Normandie.

## Historique
La communauté de communes de la Côte des Isles est née le 31 décembre 2004 de la fusion des communautés de communes de la région de Portbail et du canton de Barneville-Carteret. Le 1er janvier 2017, la communauté de communes de la Côte des Isles fusionne avec les communautés de communes de Douve et Divette, des Pieux, de la Vallée de l'Ouve, du Cœur du Cotentin, de la région de Montebourg, du Val de Saire, de Saint-Pierre-Église et de la Saire auxquelles s'ajoutent les communes nouvelles de Cherbourg-en-Cotentin et de La Hague pour former la communauté d'agglomération du Cotentin.

## Composition
La communauté fédérait seize communes : quatorze du canton des Pieux (les communes de l'ancien canton de Barneville-Carteret) et deux communes du canton de Créances :
| Nom                         | Code Insee | Gentilé         | Superficie (km2) | Population (dernière pop. légale) | Densité (hab./km2) |
| --------------------------- | ---------- | --------------- | ---------------- | --------------------------------- | ------------------ |
| Barneville-Carteret (siège) | 50031      | Barnevillais    | 10,29            | 2 197 (2014)                      | 214                |
| Baubigny                    | 50033      | Balbignaciens   | 6,41             | 159 (2014)                        | 25                 |
| Canville-la-Rocque          | 50097      | Canvillais      | 5,35             | 134 (2014)                        | 25                 |
| Denneville                  | 50160      | Dennevillais    | 8,24             | 555 (2021)                        | 67                 |
| Fierville-les-Mines         | 50183      | Fiervillais     | 7,44             | 328 (2014)                        | 44                 |
| La Haye-d'Ectot             | 50235      | Hectotais       | 7,32             | 238 (2014)                        | 33                 |
| Le Mesnil                   | 50299      | Mesnillais      | 3,45             | 214 (2014)                        | 62                 |
| Les Moitiers-d'Allonne      | 50332      | Moutrons        | 17,21            | 665 (2014)                        | 39                 |
| Portbail                    | 50412      | Port-Baillais   | 19,56            | 1 497 (2021)                      | 77                 |
| Saint-Georges-de-la-Rivière | 50471      | Saint-Georgeais | 3,79             | 287 (2014)                        | 76                 |
| Saint-Jean-de-la-Rivière    | 50490      | Saint-Jeannais  | 3,57             | 349 (2014)                        | 98                 |
| Saint-Lô-d'Ourville         | 50503      | Ourvillais      | 10,70            | 482 (2021)                        | 45                 |
| Saint-Maurice-en-Cotentin   | 50522      | Saint-Mauriçais | 7,46             | 262 (2014)                        | 35                 |
| Saint-Pierre-d'Arthéglise   | 50536      | Saint-Pierrais  | 5,36             | 132 (2014)                        | 25                 |
| Sénoville                   | 50572      | Sénovillais     | 7,22             | 217 (2014)                        | 30                 |
| Sortosville-en-Beaumont     | 50577      | Sortosvillais   | 10,24            | 323 (2014)                        | 32                 |

### Conseil communautaire
La communauté de communes était administrée par le conseil de communauté, composé de trente-cinq conseillers, élus pour six ans.
À sa constitution, le nombre de conseillers était de trente-quatre. À la suite d'une Question prioritaire de constitutionnalité déposée par la ville de Salbris, le calcul de la répartition est invalidé dès que la composition du conseil communautaire change ; dans le cas de la comcom, l'élection partielle de Saint-Lô-d'Ourville a forcé la recomposition en décembre 2015 octroyant une place supplémentaire pour Saint-Jean-de-la-Rivière.
Les délégués était répartis selon l'importance comme suit :
| Nombre de délégués | Communes |
| ------------------ | --- |
| 8                  | Barneville-Carteret |
| 6                  | Portbail |
| 3                  | Les Moitiers-d'Allonne |
| 2                  | Denneville, Fierville-les-Mines, Saint-Jean-de-la-Rivière, Saint-Lô-d'Ourville, Sortosville-en-Beaumont                                     |
| 1                  | Baubigny, Canville-la-Rocque, La Haye-d'Ectot, Le Mesnil, Saint-Georges-de-la-Rivière, Saint-Maurice-en-Cotentin, Saint-Pierre-d'Arthéglise |

## Compétences
- Aménagement de l'espace
- Actions de développement économique
  - Aménagement et gestion des zones d'activité et aide à l'implantation d'entreprises.
  - Promotion touristique et sauvegarde du patrimoine local
  - Fixation et recouvrement de la taxe de séjour.
  - Investissement et gestion du golf situé à St Jean de la Rivière.
  - Adhésions au syndicat mixte du Cotentin et au Syndicat Mixte Manche Numérique.
- La protection et la mise en valeur de l'environnement
  - Collecte et traitement des ordures ménagères.
  - Service public de contrôle de l'assainissement non collectif.(SPANC)
  - Adhésions au syndicat mixte Cotentin Traitement et au syndicat mixte du parc naturel régional des Marais du Cotentin et du Bessin.
  - Entretien et le nettoyage des plages et du littoral
- Politique du logement et du cadre de vie
  - Protection de l'environnement et la mise en valeur du cadre de vie (sentiers de randonnées, espaces naturels protégés, cours d'eau...)
  - Logement social et soutien aux personnes âgées et création de lotissements
- Service de secours, de lutte contre l'incendie et de protection civile
- Opération de restructuration de l'artisanat et du commerce
- Actions en faveur des jeunes et de leur insertion
- Aide aux associations
- Gestion d'une fourrière animale

## Administration
| Période      | Période       | Identité           | Étiquette | Qualité                   |
| ------------ | ------------- | ------------------ | --------- | ------------------------- |
| janvier 2005 | décembre 2016 | Jean-Paul Gosselin | DVD       | Maire adjoint de Portbail |